# Henriette van Daelen
Hendrika Maria (Henriette) van Daelen, även Vandaelen, född 9 december 1898 i Bryssel i Belgien, död (uppgift saknas), var en belgisk friidrottare med löpgrenar som huvudgren. Van Daelen blev bronsmedaljör vid damolympiaden 1924 och flerfaldig belgisk mästare. Hon höll även nationsrekord i flera grenar och var en pionjär inom damidrott.

## Biografi
Henriette van Daelen föddes 1898 i Bryssel i Belgien. I ungdomstiden började hon med gymnastik, senare var hon aktiv friidrottare. Hon gick med i idrottsföreningen Bryssels Femina Club i Bryssel; senare bytte hon till "Olympic Femina Club Sint-Gillis". Hon tävlade främst i kortdistanslöpning och häcklöpning men även i diskuskastning, höjdhopp och terränglöpning.
Senare började hon med fotboll och 1928 bytte hon till fotbollsklubben "Atalante" både som målvakt och utespelare där hon samma år blev belgisk mästare. Hon deltog även i flera landskamper i fotboll.
1921 deltog hon i de första belgiska mästerskapen (Belgische kampioenschappen atletiek - BKA) för damer då hon tog silvermedalj i löpning 80 m, brons i löpning 300 m och höjdhopp vid tävlingar i juli i Molenbeek-Saint-Jean (De Coninckstraatstadion) och Vorst (Joseph Marienstadion). Detta år satte hon även nationsrekord i höjdhopp och diskuskastning och tog silvermedalj i de första belgiska mästerskapen i terränglöpning (Belgische kampioenschappen veldlopen) 6 mars i Bosvoorde.
1922 blev van Daelen första dammästare i häcklöpning 83 meter med 14,0 sekunder och förste dammästare i diskuskastning med 20,80 meter vid tävlingar 21 juli i Uccle, båda resultaten var även nationsrekord. Detta år satte hon även nationsrekord i längdhopp med 3,83 m vid tävlingar.
1923 försvarade hon sin mästartitel i häcklöpning vid tävlingar 21 juli i Schaerbeek. 1924 försvarade van Daelen åter sin mästartitel i häcklöpning vid tävlingar 13 juli på Josaphatparken i Schaerbeek. Samma år deltog hon vid Damolympiaden 1924 den 4 augusti på Stamford Bridge i London. Under tävlingen tog hon bronsmedalj i häcklöpning 120 yards och i stafettlöpning 4x220 yards. 1925 tog hon silvermedalj i häcklöpning vid tävlingar 19 juli på Dudenpark i Vorst. 1926 tog van Daelen sin sista mästartitel i häcklöpning vid tävlingar 8 augusti på Gemeetestadion i Schaerbeek. 1927 deltog hon i sina sista belgiska mäterskap där nådde hon bronsplats i löpning 80 meter vid tävlingar 21 juli i Uccle.
Senare drog van Daelen sig tillbaka från tävlingslivet.